# Eubazus electus
Eubazus electus är en stekelart som först beskrevs av Muesebeck 1957.  Eubazus electus ingår i släktet Eubazus och familjen bracksteklar. Inga underarter finns listade i Catalogue of Life.